# Eigentliche Salamander
Die Eigentlichen Salamander (Salamandra) sind eine Gattung der Schwanzlurche (Caudata oder Urodela) aus der Familie der Echten Salamander (Salamandridae) mit höher entwickelten, teilweise sogar lebendgebärenden Arten, die vorwiegend terrestrisch leben. Je nach systematischer Übersicht werden gegenwärtig sechs bis zehn Arten innerhalb dieser Gattung unterschieden, die in Europa sowie den angrenzenden Regionen Nordafrikas und Vorderasiens vorkommen.

## Arten
- Nordafrikanischer Feuersalamander – Salamandra algira Bedriaga, 1883
- Alpensalamander – Salamandra atra Laurenti, 1768
- Korsischer Feuersalamander – Salamandra corsica Savi, 1838
- Kleinasiatischer Feuersalamander – Salamandra infraimmaculata (Martens, 1885)
- Lanzas Alpensalamander – Salamandra lanzai Nascetti, Andreone, Capula & Bullini, 1988
- Feuersalamander – Salamandra salamandra (Linnaeus, 1758)

Bei folgenden Taxa ist umstritten, ob diese als Arten oder (weiterhin) als Unterarten zu behandeln sind:
- Salamandra almanzoris Müller & Hellmich, 1935
- Aurora-Alpensalamander – Salamandra aurorae Trevisan, 1982
- Südspanischer Feuersalamander – Salamandra longirostris Joger & Steinfartz, 1994
- Salamandra tingitana Donaire-Barroso & Bogaerts, 2003

Die Art Salamandra luschani (Steindachner, 1891) wird mittlerweile in die Gattung der Lykischen Salamander (Lyciasalamandra) gestellt.